# Richard C. Hoffmann
Richard Charles Hoffmann (* 10. Oktober 1943) ist ein US-amerikanischer Mittelalterhistoriker.

## Leben
Er erwarb den BA in Geschichte an der University of Wisconsin und 1970 den Ph.D. in Mediävistik an der Yale University. Von 1971 bis 2009 lehrte er Geschichte an der York University, zunächst als Assistant Professor, später als Full Professor. Seit 2009 ist er emeritiert und trägt zusätzlich den Titel senior scholar. Seit 2017 ist er Fellow der Royal Society of Canada.

## Schriften
- Land, liberties, and lordship in a late medieval countryside. Agrarian structures and change in the Duchy of Wrocław. University of Pennsylvania Press, Philadelphia 1989, ISBN 0-8122-8090-3.
- Fishers’ craft and lettered art. Tracts on fishing from the end of the Middle Ages. University of Toronto Press, Toronto 1997, ISBN 0-8020-7853-2.
- An environmental history of medieval Europe. Cambridge University Press, Cambridge 2014, ISBN 0-521-70037-X.
- The Catch. An environmental history of medieval European fisheries. Cambridge University Press, Cambridge 2023, ISBN 978-1-108-95820-2.